# آندریا بورسا
آندریا بورسا (انگلیسی: Andrea Borsa؛ زادهٔ ۲۱ ژانویهٔ ۱۹۷۲) بازیکن فوتبال اهل ایتالیا است.
از باشگاه‌هایی که در آن بازی کرده‌است می‌توان به باشگاه فوتبال آ.اس. رم، باشگاه فوتبال اسپال، و باشگاه فوتبال پیستویزه اشاره کرد.